# 張棟樑 (專輯)
張棟樑 首張同名專輯是張棟樑在台灣發行的首張專輯，於2005年8月5日發行，10月14日改版為張棟樑 首張同名專輯（Only One限量加值版）並另加送一隻AVCD內含多首MV。全碟收錄十六首歌曲，共有十七個音軌。並把早前專輯內的歌曲重新編曲，《我真的以為》、《重傷》及《Hurt》。當中的《當你孤單你會想起誰》和《寂寞邊界》更成為廣為人熟識成名作。

## 曲目
| 曲序 | 曲名                           | 曲             | 詞             | 編曲          | 附註                                                                                  |
| 01   | Introduction                   |                |                | 郭小霖        |                                                                                       |
| 02   | 當你孤單你會想起誰(Mv Version) | 施盈偉         | 方麗莎         | Ko Dong Hun   | 翻唱 原唱:新少年俱樂部 粤语版为黎明《我的亲爱还是你》 港台、星馬地區第一波主打 MV版本 |
| 03   | 寂寞邊界                       | 周傳雄         | 陳信榮         | 吳慶隆        | 台灣第二波主打 愛在哈佛台灣版片尾曲 玻璃畫片尾曲                                      |
| 04   | Dream                          | Jeon Hae Sung  | Vicky          | Yoon Jae Soon | 台灣第四波主打                                                                        |
| 05   | 我真的以為                     | 柯貴民         | 管啟源         | 柯貴民        | 台灣第三波主打                                                                        |
| 06   | Hurt                           | 湯小康         | 高見           | Shah Tahir    |                                                                                       |
| 07   | 這首歌                         | 葉進賢         | 管啟源         | Jenny Chin    |                                                                                       |
| 08   | 你和我                         | 李俊傑         | 李俊傑         | Terence Teo   |                                                                                       |
| 09   | 過渡期                         | 林松錦         | 管啟源         | Mac Chew      |                                                                                       |
| 10   | 那年                           | 可樂           | 彭學斌         | 吳佳明        |                                                                                       |
| 11   | 讓我陪你                       | 葉進賢         | 黎紓廷         | Mac Chew      |                                                                                       |
| 12   | 藏愛                           | Kim Se Jin     | 姚若龍         | Kim Se Jin    | (에이치(H)的《잊었니(你忘記了嗎)》中文翻唱版)                                         |
| 13   | Only One                       | 槙原敬之       | 翁亦佳         | 吳佳明        | (SMAP的《世界上唯一的花》中文翻唱版)                                                  |
| 14   | 付出                           | 曾文偉、葉進賢 | 曾文偉、趙政信 | 李乃剛        |                                                                                       |
| 15   | 重傷                           | 蘇俊元         | 蘇俊元         | 黃瑩瑩        |                                                                                       |
| 16   | 黃昏                           | 周傳雄         | 陳信榮         | 吳慶隆        |                                                                                       |
| 17   | 當你孤單你會想起誰             | 施盈偉         | 方麗莎         | 柯貴民        | 翻唱 原唱:新少年俱樂部 星馬地區原版                                                   |

### 改版AVCD
1. 當你孤單你會想起誰（MV）
2. 寂寞邊界（MV）
3. 我真的以為（MV）
4. 當你孤單你會想起誰（Remix版）
5. 寂寞邊界（Remix版）
6. 我真的以為（Remix版）
7. Hurt（Remix版）
8. 悲傷戀歌四部曲（Remix特別版）

## 外部連結
- EMI－首張同名專輯
- 博客來音樂館>張棟樑 / 首張同名專輯